# Jakobuskirche Bielefeld

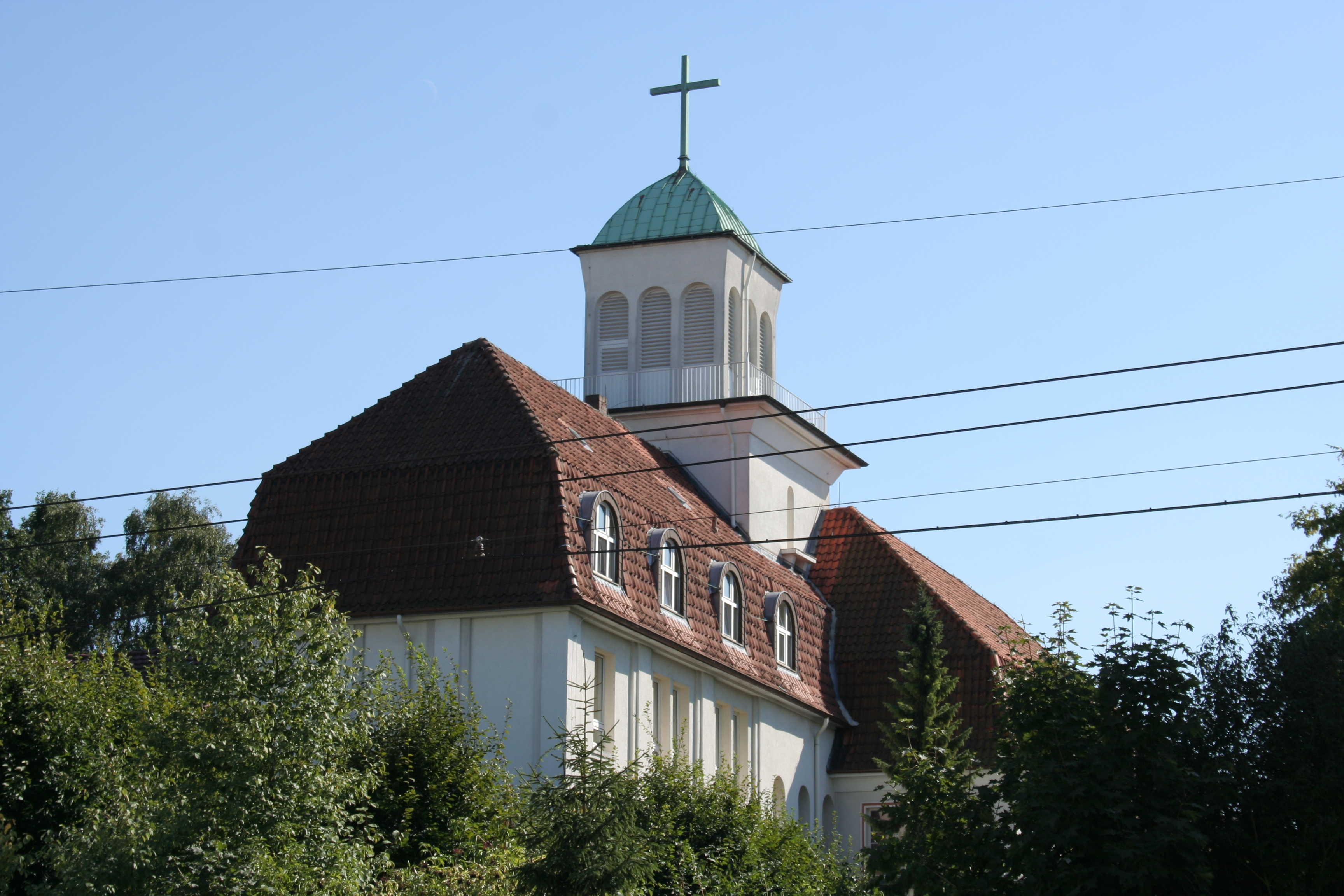
Jakobuskirche

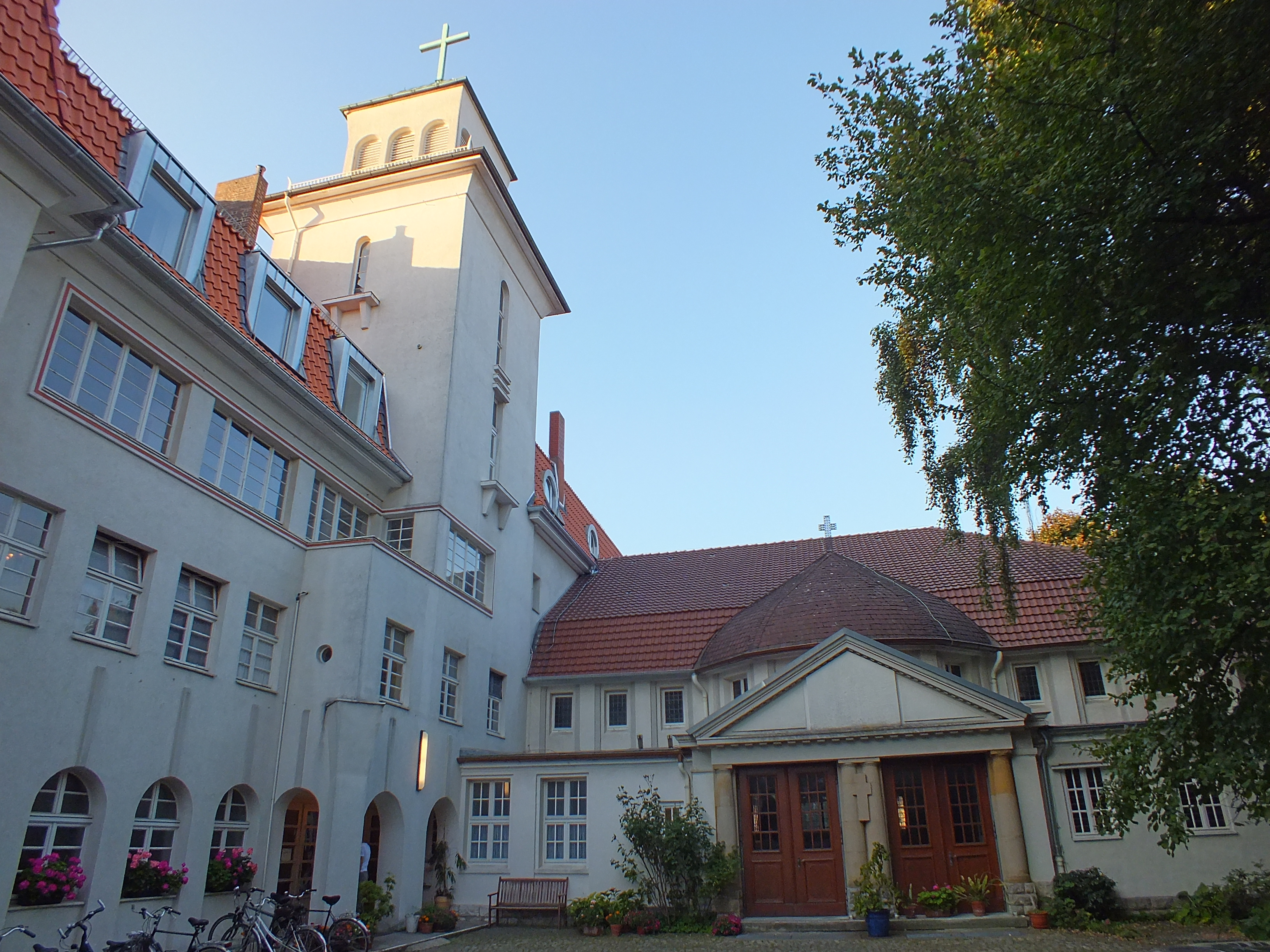
Eingang

Die evangelisch-lutherische Jakobuskirche im Bielefelder Stadtbezirk Mitte, Jakobusstraße 3, wurde 1912 in einer Mischung aus Jugendstil und Reformarchitektur errichtet. Die Kirche umfasste anfangs nicht das heute vorhandene große Gemeindehaus und den Kirchturm, sondern nur das Kirchenschiff. Dieses wurde früher neben den Gottesdiensten auch für Versammlungen und andere Gemeindeveranstaltungen genutzt.
Vier Fenster der Kirche aus den Jahren 1922/23 sind Arbeiten des Glasmalers Karl Muggly.
1938 wurde die Kirche um ein Gemeindehaus mit drei großen Wohnungen im Dachgeschoss und um einen Kirchturm mit vier Glocken erweitert. Heute sind drei Glocken aus Eisenhartguss erhalten, die 1928 von der Gießerei Schilling und Lattermann in Apolda gegossen wurden und in den Tönen ges, as und es' klingen.
Von 1930 bis 1963, nur unterbrochen vom Kriegseinsatz, amtierte Wilhelm Niemöller, der Bruder Martin Niemöllers, als Pfarrer an der Jakobuskirche. Bis 1958 gehörte die Jakobuskirche zur Gemeinde der Neustädter Marienkirche. 1958 entstand durch Abpfarrung die eigenständige Jakobusgemeinde. 2007 zählt die zur Evangelischen Kirche von Westfalen gehörende Gemeinde circa 4000 Mitglieder.